# 山口県道348号大内右田線
山口県道348号大内右田線（やまぐちけんどう348ごう おおうちみぎたせん）は、山口県山口市から防府市に至る一般県道である。

## 概要
山口市上小鯖から防府市大字高井に至る。路線名の「大内」「右田」は、いずれも起終点の旧町村名に由来する。

### 路線データ
- 起点：山口市上小鯖（山口県道21号山口防府線交点）
- 終点：防府市大字高井（国道262号交点）
- 通行不能区間：山口市上小鯖 - 防府市大字大崎

## 歴史
- 1978年（昭和53年）4月1日 - 山口県告示第308号により認定される。

## 路線状況
近年まで防府市大字大崎で国道2号防府バイパスに接続して終点となっていたが、防府市大字大崎 - 防府市大字高井のバイパスが完成して路線変更され、防府バイパスには直接接続しなくなった。

### 道路施設

#### 橋梁
- 風ヶ原橋（須川、防府市）

## 地理

### 通過する自治体
- 山口市
- 防府市

### 交差する道路
| 交差する道路                                       | 市町村名 | 交差する場所 | 交差する場所 |
| -------------------------------------------------- | -------- | ------------ | ------------ |
| 山口県道21号山口防府線                             | 山口市   | 上小鯖       | 起点         |
| 通行不能区間                                       |          |              |              |
| 国道262号 山口県道502号山口防府小郡自転車道線 重複 | 防府市   | 大字高井     | 終点         |

### 交差する鉄道
- 山陽新幹線

### 沿線
- 玉泉湖国際アーチェリーランド
- 山口県立総合医療センター
- 玉泉湖温泉